# ترتل
ترتل (به مجاری:  Törtel) یک سکونتگاه مسکونی در مجارستان است که در استان پشت واقع شده‌است.

## خصوصیات
ترتل ۸۴٫۱۶ کیلومترمربع مساحت و ۴٬۴۳۶ نفر جمعیت دارد.